# W. Caleb McDaniel
William Caleb McDaniel (né le 2 août 1979) est un historien américain. Son livre Sweet Taste of Liberty: A True Story of Slavery and Restitution in America remporte le prix Pulitzer d'histoire en 2020. Il est également professeur d'histoire à l'Université Rice.

## Jeunesse et éducation
McDaniel est né le 2 août 1979, fils de Jim et Pam McDaniel. En grandissant, il fréquente la William P. Hobby Middle School et la Tom C. Clark High School, où il décide de devenir historien. Il fréquente l'Université A&M du Texas pour obtenir son diplôme de premier cycle et sa maîtrise après s'être vu offrir une bourse d'études du président. Après avoir obtenu ses diplômes, il s'inscrit à l'Université Johns-Hopkins pour son doctorat, qu'il obtient en 2006.

## Carrière
Après avoir obtenu son doctorat, McDaniel accepte un poste de professeur adjoint d'histoire à l'Université de Denver avant de rejoindre l'Université Rice. Au cours de ses premières années chez Rice, il publie Repeling Unions: American Abolitionists, Irish Repeal, and the Origins of Garrisonian Disunionism dans le Journal of the Early Republic, qui reçoit le prix d'article Ralph D. Gray en 2008.
En 2013, McDaniel remporte le prix du premier livre James H. Broussard et le prix Merle Curti pour son livre The Problem of Democracy in the Age of Slavery: Garrisonian Abolitionists and Transatlantic Reform.. Son livre porte sur l'ascension de William Lloyd Garrison, un abolitionniste, et sur son réseau de relations outre-Atlantique. Après sa première publication, McDaniel siège en tant que membre du conseil d'administration des Historiens contre l'esclavage et reçoit le prix George R. Brown 2017 pour l'enseignement supérieur. Il reçoit également une subvention du National Endowment for the Humanities (NEH) pour effectuer des recherches sur Henrietta Wood, une ancienne esclave.
Le deuxième livre de McDaniel, Sweet Taste of Liberty: A True Story of Slavery and Restitution in America, est publié en 2019 et est un récit historique de la vie d'Henrietta Wood. Elle est capturée et réduite en esclavage à deux reprises avant d'obtenir le plus grand règlement financier connu accordé par un tribunal américain en réparation de l'esclavage. Il a découvert Wood pour la première fois grâce à un autre historien alors qu'il travaillait sur un projet de recherche. Il reçoit le prix Pulitzer d'histoire en 2020 et le prix Avery O. Craven.